# 金鐘獎迷你劇集／電視電影最具潛力新人獎得獎列表
金鐘獎迷你劇集／電視電影最具潛力新人獎是由文化部影視及流行音樂產業局在臺灣舉辦的現行頒發獎項，創設於第51屆。

## 歷屆得獎暨入圍名單
|  | 獲獎者 |

### 迷你劇集／電視電影新進演員獎（第51屆~第54屆）
| 年度 （屆數）   | 電視作品                                                                   |
| --------------- | -------------------------------------------------------------------------- |
| 2016 （第51屆） | 陳鼎中／《川流之島》中國電視事業股份有限公司、瀚草影視文化事業股份有限公司 |
| 2016 （第51屆） | 徐力琦／《托比的最後一個早晨》                                             |
| 2016 （第51屆） | 張元赫／《托比的最後一個早晨》                                             |
| 2016 （第51屆） | 陽靚【吳姿穎】／《愛我請回頭》                                             |
| 2016 （第51屆） | 魏如萱／《曖昧時代》                                                       |
| 2017 （第52屆） | 林羽葶／《數到十 讓我變成沈曉旭》老灰狼影片製作有限公司                    |
| 2017 （第52屆） | 林孫煜豪／《巴克力藍的夏天》                                               |
| 2017 （第52屆） | 楊燕娥／《辦桌》                                                           |
| 2017 （第52屆） | 蔡凡熙／《通靈少女》                                                       |
| 2017 （第52屆） | 鴻狄／《巴克力藍的夏天》                                                   |
| 2018 （第53屆） | 盧以恩／公視人生劇展－《青苔》魚禾草影像有限公司                           |
| 2018 （第53屆） | CRISTINA DIEGO PONCE／公視學生劇展－《第一廣場》                           |
| 2018 （第53屆） | 李霈瑜／《海人魚》                                                         |
| 2018 （第53屆） | 胡廣雯／《他們在畢業的前一天爆炸2》                                        |
| 2018 （第53屆） | 夏騰宏／《他們在畢業的前一天爆炸2》                                        |
| 2019 （第54屆） | 梁湘華／公視人生劇展－《最美的風景》野火娛樂製作有限公司                   |
| 2019 （第54屆） | 王渝屏／《你的孩子不是你的孩子-貓的孩子》                                  |
| 2019 （第54屆） | 王渝萱／《你的孩子不是你的孩子-孔雀》                                      |
| 2019 （第54屆） | 黃泰維／《閃焰假面》                                                       |
| 2019 （第54屆） | 劉修甫／《你的孩子不是你的孩子-貓的孩子》                                  |

### 迷你劇集／電視電影最具潛力新人獎（第55屆~至今）
| 年度 （屆數）   | 電視作品                                                                      |
| --------------- | ----------------------------------------------------------------------------- |
| 2020 （第55屆） | 白小櫻／《住戶公約第一條》鏡文學股份有限公司                                  |
| 2020 （第55屆） | 吳靜依／公視學生劇展—《樂園 Somewhere Out There》                             |
| 2020 （第55屆） | 林書函／公視學生劇展—《樂園 Somewhere Out There》                             |
| 2020 （第55屆） | 陳莎莉／公視學生劇展—《入世》                                                 |
| 2020 （第55屆） | 睦媄／公視人生劇展—《風中浮沉的花蕊》                                         |
| 2021 （第56屆） | 游珈瑄／公視迷你電影院—《家庭式》財團法人公共電視文化事業基金會、青東有限公司 |
| 2021 （第56屆） | 王嵐申／公視學生劇展《爬出棺財板》                                            |
| 2021 （第56屆） | 夏朧／《預支未來》                                                            |
| 2021 （第56屆） | 郭美華／公視迷你電影院—《家庭式》                                             |
| 2021 （第56屆） | 黃冠智／《返校》                                                              |
| 2022 （第57屆） | 姜典／《愛的奧特萊斯》奇想事企業有限公司                                      |
| 2022 （第57屆） | Phạm Thị Nội 范氏內／《女兒牆》                                               |
| 2022 （第57屆） | 北山Q男【楊智宇】／公視新創短片─《求仙記之南Q一夢》                           |
| 2022 （第57屆） | 楊富江／公視人生劇展─《姐妹》                                                 |
| 2022 （第57屆） | 陳崇恩／《少年阿堯》                                                          |
| 2023 （第58屆） | 林奕嵐／《她和她的她》                                                        |
| 2023 （第58屆） | 林怡婷／《公視學生劇展-回收場的夏天》                                         |
| 2023 （第58屆） | 紀曉君／《茁劇場—誰說媽媽像月亮》                                             |
| 2023 （第58屆） | 黃珮琪／《姊姊》                                                              |
| 2023 （第58屆） | 劉晏汝／《那天，我媽偷了老師的車》                                            |
| 2024 （第59屆） | 詹子萱／《愛愛內含光》                                                        |
| 2024 （第59屆） | 五木【劉宸肇】／《明日之子》                                                  |
| 2024 （第59屆） | 張耀／《八尺門的辯護人》                                                      |
| 2024 （第59屆） | 陳昭妃／《省省吧！我家富貴發》                                                |
| 2024 （第59屆） | 楊博智／客家電影院─《蒼蠅歌手》                                               |
| 2025 （第60屆） |                                                                               |
|                 |                                                                               |
|                 |                                                                               |
|                 |                                                                               |
|                 |                                                                               |

## 統計列表
| 統計               | 名字          | 數據 | 備註                                      |
| ------------------ | ------------- | ---- | ----------------------------------------- |
| 得獎時最年長的演員 | 梁湘華 詹子萱 | 27歲 | 第54屆《最美的風景》 第59屆《愛愛內含光》 |
| 得獎時最年輕的演員 | 白小櫻        | 13歲 | 第55屆《住戶公約第一條》                  |

## 外部連結
- 廣播電視金鐘獎官方網站 （页面存档备份，存于）
- 歷屆電視金鐘獎得獎入圍名單 （页面存档备份，存于），文化部影視及流行音樂產業局